# Free (album Ricka Astleya)
Free – trzeci album studyjny Ricka Astleya, wydany w 1991 roku. Jest to pierwszy album Astleya, przy którego produkcji nie brała udziału grupa Stock Aitken Waterman. Singel „Cry for Help” okazał się być hitem i dostał się do zestawień Top 10 w Stanach i Wielkiej Brytanii.Free znalazło się w zestawieniu UK Top 10 i US Top 40. Album ten zakończył czteroletni okres sukcesów Ricka Astleya.

## Lista utworów
1. „In the Name of Love” – 4:27 (McDonald)
2. „Cry for Help” – 4:54 (Rick Astley/Rob Fisher)
3. „Move Right Out” – 3:50 (Astley/Fisher)
4. „Be With You” – 4:07 (Astley/King)
5. „Really Got a Problem” – 4:15 (Astley/King)
6. „Is This Really Love” – 3:26 (Astley)
7. „This Must Be Heaven” – 4:42 (Brown/Cohen/Lind)
8. „Never Knew Love” – 3:07 (Derek Bordeaux/John Paul)
9. „The Bottom Line” – 5:13 (Astley)
10. „Wonderful You” – 5:08 (Astley)
11. „Behind the Smile” – 4:33 (Astley)

## Twórcy

### Muzycy
- Dave West – syntezator, organo, pianino, automat perkusyjny, pianino rhodes (utwory 1-9)
- Rob Fisher – pianino (utwór 3)
- Nichlas Medin – pianino (utwory 4, 7, 9)
- Elton John – pianino (utwory 10-11)
- Henrik Nilson – organy (utwory 4, 9)
- Paul Halberg – gitara (utwór 1)
- Hywell Maggs – gitara (utwory 2-5, 7-8)
- Robert Ahwai – gitara (utwory 3, 9-10)
- Gene Black – gitara (utwór 6)
- Lars Danielsson – gitara basowa (utwory 3, 8)
- Neil Stubenhaus – gitara basowa (utwór 5)
- Niels-Henning Orsted Pedersen – gitara basowa (utwory 9-10)
- Jacob Andersen – latynoskie instrumenty perkusyjne (utwory 1-3, 5-8)
- Vinnie Colaiuta – perkusja (utwory 2, 6)
- Per Lindval – perkusja (utwory 3-5, 7-10)
- Anne Dudley – aranżacja sekcji smyczkowej (utwory 1-3, 8, 10-11)
- Jerry Hey – aranżacja sekcji dętej (utwory 3-4, 6, 8-9)
- Bill Reichenbach – sekcja dęta (utwory 3-4, 6, 8-9)
- Larry Hall – sekcja dęta (utwory 3-4, 6, 8-9)
- Larry Williams – sekcja dęta (utwory 3-4, 6, 8-9)
- Dan Higgins – sekcja dęta, solo na saksofonie (utwory 5, 8, 10)
- Kevin Dorsey – wokal wspierający (utwory 1, 8, 10)
- Phil Perry – wokal wspierający (utwory 1, 8, 10)
- The Andraé Crouch Choir – wokal wspierający (utwór 2)
- Carol Kenyon – wokal wspierający (utwory 3, 6-9)
- Dee Lewis – wokal wspierający (utwory 3, 5-9)

### Produkcja
- Anne Dudley – aranżacja orkiestry, dyrygent
- Gary Stevenson – dźwiękowiec
- Henrik Nilson – dźwiękowiec
- Allan Krohn – pomocniczy dźwiękowiec
- Andy Baker – pomocniczy dźwiękowiec
- Craig Portells – pomocniczy dźwiękowiec
- Ren Swan – mixowanie
- Rick Astley – projekt okładki
- Paul Cox – zdjęcia
- Tony Henderson – management